# Национални парк Касанка
Национални парк Касанка је национални парк стациониран у Серење рејону у Централној регији Замбије. Обухвата површину од 390 km² и један је од најмањих националних паркова у држави. Један је од првих националних паркова у Замбији са којим се приватно управља, а основан је 1. фебруара 1971. године. Корпорација Касанка Траст води парк од 1986. године и преузима све управљачке одговорсности у партнерству са Одељењем за националне паркове и дивље животње. Просечна надморска висина у парку је између 1210 и 1290 метара. На простору парка налази се велики број плитких језера. У парку има неколико вишегодишњих река, а највећа је Лувомба, притока Луалупе. Иако је Национални парк Касанка део систеам Бангевеулу, он нема директу везу са мочваром Бангевеулу.
Пописано је 114 врста сисара укључујући нилског коња и мочварну антилопу ситатунгу. Неколико врста је довођено у парк како би се размножиле, а оне укључују зебру и афричког бивола. Скоро десет милиона слепих мишева Eidolon helvum стигне у овај парк, током зимског периода, где буду три месеца, од октобра до децембра, чинећи ову миграцију највећом међу свим сисарима на свету. У парку је идентификовано преко 471 врсте птица.

## Топографија и вегетација
Надморска висина у националном парку варира, а просечна је око 1250 метара. Парк је стациниран у Серење рејону у Замбији, док је његова површина 390 km², док постоје подаци да је површина близу 450 km², а најмањи је у држави. Топографија парка је релативно равна са изузетком Мамбилим водопада који се налазе близу Мулауши центра за заштиту стеновитих подручја. У парку се налази девет сталних језера. Веће реке парка су Лувомбва, Мулембо, Касанка, Мулауши и мочварна река Мусола. Речни токови и лагуне покривене су трском.

## Станишта
У парку постоје различита станишта. Шумско језеро Маиомбо обухвата око 70% површине Касанке, а њене обале богате су дрвећем. На простору парка пожари су били чести, што је резултирало великом броју младих дрвећа.
У парку су присутне три врсте шума: Мочварне, речне и суве зимзелене шуме. Речне шуме стациониране су уз реке парка, највише дуж обала реке Лувомбве. Сви типови шума изложени су ризику од честих пожара.
Суве зимзелене шуме врло су склоне пожарима у сушном делу године, а називају се chiya, што на локалном језику значи спаљено.
Мочваре дуж парка изузетно су значајне за живи свет у парку и дом су за ситатунгу, мочварну антилопу.
Речни делови Националног парка Касанка протежу се у дужину од 100 км. Многе реке, поготову Лубомбва богате су шумом на њиховим обалама, док су обале река попут Касанке и Мулебмо травнате површине. Све реке богате су разним врстама риба и осталим воденим животињама.

## Фауна

### Сисари
У парку је забележено укупно 114 врста сисара, а број њих био је много мањи због присуства кријумчарења. Пуку, врста антилопе један је од симбола овог парка, а парк још настањују Sylvicapra grimmia, Tragelaphus sylvaticus, Phacochoerus africanus, Chlorocebus pygerythrus, Papio cynocephalus и оне су релативно честе у целом парку, док се нилски коњ најчешће среће у рекама и језерима парка, укључујући и језеро Васа. На простору парка укупно је пописано око 1000 врста животиња, укључујући ретког плавог мајмуна.
Број слонова у парку се повећао, а равна подручја парка настањују и Redunca arundinum, афрички биво, сабљаста антилопа и Alcelaphus buselaphus lichtensteinii, која се у оквиру парка среће у сушној сезони. Парк настањује и мала популација равничарских зебри, док су врсте коњска антилопа, мочварна антилопа и Raphicerus sharpei такође присутне али се ретко виђају.
Највећи предатор парка је леопард. Лавови више нису присутни у парку, док су хијене сезонски посетиоци овог подручја. Пругасти шакал је уобичајен и често примећен у раним јутарњим часовима у парку. Пописан је низ мањих месождера који укључују Atilax paludinosus, Ichneumia albicauda, Civettictis civetta, Genetta tigrina, Galerella sanguinea, Mungos mungo и врсту Helogale parvula. Ретко виђени у парку су каракали, сервали, јазавац медојед, Rhynchogale meller, Raphicerus sharpei и Papio cynocephalus. Парк настањују и две врсте видре, у парковим рекама, мочварама и језерима.

##### Слепи мишеви
Једна од најчешћих врста слепог миша је Eidolon helvum која парк анастањује од октобра, а највећи број њих стигне до средине новембра. Процењено је да их у овом периоду у оквиру парка буде од осам до десет милиона. Сматра се да је ово највећи број сисара насељених на једном месту, као и највећа миграција сисара у свету. Долазак слепих мишева на ово подручје најчешће се поклапа са прочетком првих киша и сазревања јагодичастог воћа. Процењује се да слепи мишеви на овом подручју за три месеца поједу око 330.000 тона плодова. Присуство великог броја ових сисара привлачи многе предаторе који их лове односно оролове, соколове, жабе и змије. Студије су показале да је највећи разлог доласка слепих мишева у оволиком броју на ово подручје обиље плодова током сезоне. Њихов долазак почиње постепено прве недеље октобра, а највише их је у новембру и почетком децембра. Број почиње да се смањује у другој недељи децембра. Касније студије показале су да би даљи долазак слепих мишева могао да угрози станиште националног парка.

### Птице
На простору Националног парка Касанка пописано је више од 330 врста птица, што је изузетно велики број, с обзиром да се ради о изузетно малој површини на којој се национални парк налази. Неке од врста које настањују парк су Trochocercus cyanomelas, Apalis alticola, Lybius minor, Estrilda perreini, Turdus olivaceus, Ploceus bicolor, Hypargos niveoguttatus, Mandingoa nitidula, Lonchura nigriceps, Cyanomitra verticalis, Pogoniulus bilineatus, Indicator variegatus, Indicator meliphilus, Campephaga quiscalina, Platysteira peltata, Atimastillas flavicollis, Phyllastrephus cerviniventris, Chlorocichla flaviventris и Phyllastrephus cabanisi. Врсте које настањују само овај парк, а нема их у региону укључују Phyllastrephus cabanisi, Eremomela scotops, Coracias spatulatus, Melaniparus rufiventris, Anthoscopus caroli, Anthus nyassae, Anthus caffer, Salpornis salvadori, Elminia albicauda, Muscicapa boehmi, Hyliota flavigaster, Sylvietta ruficapilla, Emberiza cabanisi, Crithagra mennelli, Cercotrichas barbata, Monticola angolensis, Pachycoccyx audeberti, Anthreptes anchietae, Stactolaema anchietae и врсту Stactolaema whyti.

### Остала дивљач
Поред великиг броја животињских врста, Касанка је дом невероватне разноликости инсеката и других зглавкара. Многе реке и мочваре дом су за велики број водоземаца. Велики крокодили се налазе у рекама, а велики примерци се могу видети дуж реке Касанка и Лувомбве.
Врсте попут нилског варана могу се видети у парку, док су афрички питон, шумска кобра и Natriciteres olivacea често виђене врсте на овом подручју. Три врсте гекона, једна врста роваша и две врсте гуштера пописане су у парку.

## Управљање парком
Парком руководи Замбијска управа за дивље животиње, која се сматра једним од најбољих која управља и администрира међу свим земљама у Африци. Руководство се суочава са све већим изазовима као што је повећања броја становника у земљи. Ово се манифестује у облику повећања лова и илегалних берби из националних паркова, сече шума, производње угља и пољопривредних активности. Током осамдесетих година, администрација Замбије се суочила са недостатком обученог особља, саобраћаја и патрола, што је довело до тога да Влада Замбије затражи подршку невладиних организација и приватних органа.
Године 1987. основана је непрофитна организација Касанка Траст, која је ослобођена пореза у Замбији. Организација има споразум о сарадњи са Одељењем за дивље животиње Замбије и према споразуму одговорна је за управљање инфраструктуром и стаништем, ширењем заједнице и туризмом парка. Касанка је уједно постала први национални парк којим управља приватна организација. Ова организација има за циљ да покрије своје трошкове кроз приходе остварене од туризма, али се и даље ослања на спољашње финансирање, односно донације. Откад је Касанда Траст укључена у организацију, постигнут је значајан напредак, креирана огроман мрежа путева, одлична туристичка инфраструктура и центар за очување заједнице. Организација има око 90 запослених у локалној заједници и активан програм информисања у околним заједницама.